# Johann Melchior Gräflein

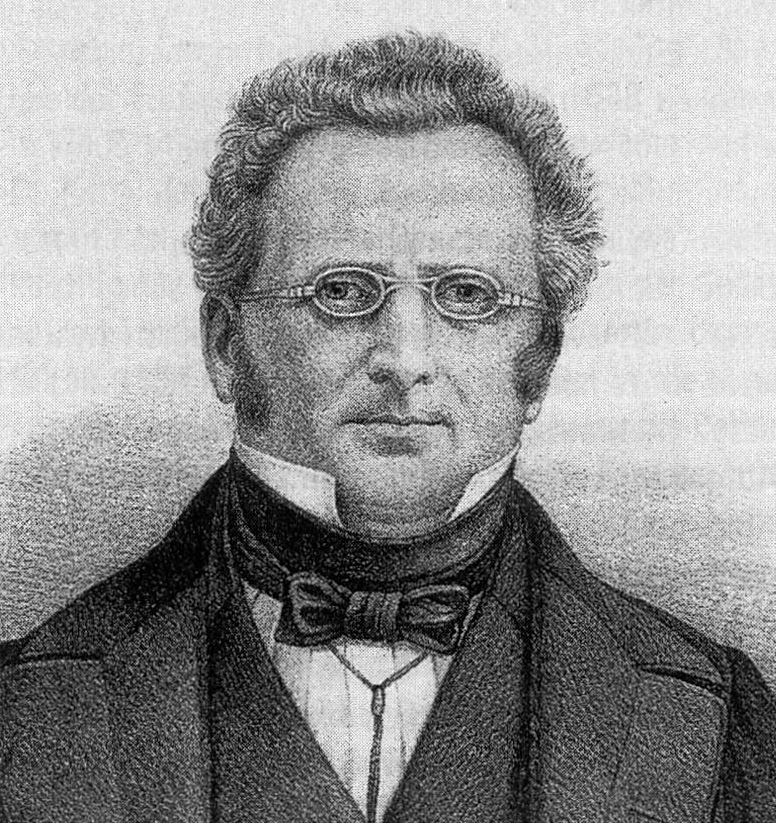
Johann Melchior Gräflein

Johann Melchior Gräflein (* 26. Februar 1807 in Steckborn, Thurgau; † 11. Juli 1849 in Weinfelden, Thurgau) war ein Schweizer liberaler Politiker und Jurist.

## Leben
Johann Melchior Gräflein war ein Sohn des Amtsschreibers Johann Jakob Gräflein. Er besuchte von 1825 bis 1826 das Pädagogium Basel und studierte anschließend bis 1829 Jurisprudenz an der Universitäten in Basel, Heidelberg und Freiburg im Breisgau. 1830 wurde er als Anwalt im Kanton Thurgau zugelassen und praktizierte diese Profession in den nächsten Jahren bis 1835 in seiner Heimatgemeinde.
Gräflein trat auch nach dem Abschluss seines Studiums als Beamter in den Dienst seines politisch damals sehr bewegten Heimatkantons Thurgau. Da ihm seine ausgezeichneten Rechtskenntnisse und seine ungewöhnliche Beredsamkeit viel Anerkennung verschafften, durchlief er schnell die Reihe der Gemeindeämter und befand sich bereits 1835 an der Spitze des thurgauischen Großen Rat. Auch wurde er 1835 thurgauischer Staatsschreiber, welche Funktion er  bis 1837 versah. Sein besonnenes Wirken als Gesandter des Thurgaus auf der eidgenössischen Tagsatzung in der bekannten Konseil-Geschichte und bei der Verfassungsrevision 1837 führte  noch im gleichen Jahr zu seiner Aufnahme in das Obergericht. Ebenfalls 1837 amtierte er als Mitglied des thurgauischen Verfassungsrats.
In der Justizkommission des Obergerichts bildete Gräflein ab 1837 bis zu seinem Tod gemeinsam mit Johann Konrad Kern und Johann Baptist von Streng das sog. Triumvirat, das in diesem Zeitraum den thurgauischen Großen Rat und den Kanton politisch beherrschte. In dieser Stellung bewährte Gräflein auf dem Gebiet der Gesetzgebung bei der Revision der bürgerlichen Prozessordnung, beim neuen Erb- und Vormundschaftsgesetz und der Neubearbeitung der Rechtstriebgesetze seine Kenntnisse und Umsicht. 1845 gehörte er zu den Mitbegründern des freisinnigen Volksvereins Thurgau. Im nächsten Jahr vermählte er sich mit Elisabeth, geb. Labhart.
Zuletzt war Gräflein wieder Mitglied des thurgauischen Verfassungsrats, Vizepräsident des Großen Rats sowie Präsident des Obergerichts, ferner öfters Tagsatzungsgesandter seines Kantons, so in der letzten Tagsatzung im Juni 1848. Im Oktober 1848 wurde er vom Großen Rat zum eidgenössischen Ständerat gewählt, welche Stelle er aber ablehnte, da seine Gesundheit durch seine ununterbrochene Anstrengung im Staatsdienst sehr gelitten hatte. Dennoch kam sein plötzlich am 11. Juli 1849 erfolgter Tod überraschend und erregte große Trauer, da er nicht nur als tüchtiger Beamter hochgeachtet, sondern auch als Mensch wegen seines einfachen und herzlichen Benehmens sehr beliebt war.